# Nicholas (televisieprogramma)
Nicholas is een televisieprogramma op VTM waarin goochelaar Nicholas Arnst de straat opgaat om toevallige voorbijgangers en BV's te verbazen met zijn street magic. De eerste aflevering werd uitgezonden op 12 februari 2015.

## Afleveringen
- Seizoen 1: 12 februari 2015 - 12 maart 2015 (5 afl.)
- Seizoen 2: 4 februari 2016 - 3 maart 2016 (5 afl.)
- Seizoen 3: 2 januari 2020 - 16 januari 2020 (3 afl.)